# Hạ phu nhân (Tống Thái Tổ)
Hiếu Huệ Hạ Hoàng hậu (chữ Hán: 孝惠賀皇后, 929 - 958), là nguyên phối thê tử của Tống Thái Tổ Triệu Khuông Dẫn, Hoàng đế khai quốc của triều đại nhà Tống trong lịch sử Trung Quốc.
Bà qua đời trước khi Triệu Khuông Dẫn làm Hoàng đế, vì vậy bà chưa bao giờ được làm Hoàng hậu khi còn sống. Thụy hiệu Hoàng hậu của bà được truy phong sau khi Triệu Khuông Dẫn đã lên ngôi.

## Tiểu sử
Hiếu Huệ Hoàng hậu Hạ thị, nguyên quán ở Khai Phong, là con gái lớn của Vệ suý Hạ Cảnh Tư (贺景思). Từ nhỏ, Hạ thị có tiếng hiền, Triệu Hoằng Ân cùng Hạ Cảnh Tư là đồng liêu, cơ duyên gặp được Hạ thị và quyết định chọn làm con dâu.
Năm Khai Vận nguyên niên (944) thời Hậu Tấn, Hạ thị được gả cho con trai cả của Triệu Hoằng Ân là Triệu Khuông Dẫn. Năm Hiện Đức thứ 3 (956), Triệu Khuông Dẫn được phong chức Tiết độ sứ của Định Quốc Quân (定國軍), bà được phong Cối Kê Quận Phu nhân (會稽郡夫人). Năm Hiện Đức thứ 5 (958), Hạ thị qua đời, khi tầm 30 tuổi.
Năm 960, Triệu Khuông Dẫn sáng lập nhà Tống, trở thành Hoàng đế đầu tiên, tức Tống Thái Tổ. Tống Thái Tổ truy phong Hạ Phu nhân làm Hoàng hậu, chưa định thụy hiệu. Năm Càn Đức thứ 2 (964), Tống Thái Tổ mới quyết định ban thụy hiệu cho bà là Hiếu Huệ Hoàng hậu (孝惠皇后), an táng ở phía Tây Bắc của An lăng (安陵). Vào thời Tống Thần Tông, bà cùng Hiếu Chương Hoàng hậu của Tống Thái Tổ, Thục Đức Hoàng hậu của Tống Thái Tông và Chương Hoài Hoàng hậu của Tống Chân Tông được đồng thờ ở Thái Miếu.

## Hậu duệ
1. Triệu Đức Tú [趙德秀], mất sớm, tặng Đằng Tuệ vương (滕慧王)[3].
2. Triệu Đức Chiêu [趙德昭, 951 - 979], thụy hiệu Yến Ý vương (燕懿王). Ông là tổ tiên trực hệ của Tống Lý Tông.
3. Triệu Đức Lâm [趙德林], mất sớm, tặng Thư vương (舒王).
4. Ngụy Quốc Thái Trưởng Công chúa [魏國大長公主, ? - 1008], hạ giá lấy Tả vệ Tướng quân Vương Thừa Diễn (王承衍). Sau được ban tặng Hiền Túc Đại Trưởng Đế cơ (賢肅大長帝姬).
5. Lỗ Quốc Thái Trưởng Công chúa [魯國大長公主, ? - 1009], hạ giá lấy Tả vệ Tướng quân Thạch Bảo Cát (石保吉). Sau được ban tặng Hiền Tĩnh Đại Trưởng Đế cơ (賢靖大長帝姬).